# Кейррисон
Ке́йррисон де Со́за Карне́йро (порт.-браз. Keirrison de Souza Carneiro; род. 3 декабря 1988, Дорадус, Мату-Гросу-ду-Сул) — бразильский футболист, нападающий.

## Биография
Кейррисон перешёл в основную команду «Коритибы» в 2007 году, помог своему клубу выиграть Серию B бразильского чемпионата, тем самым перейти в более высокую Серию А. Он стал лучшим бомбардиром клуба в сезоне, забив 12 голов. В 2008 году он стал лучшим бомбардиром Лиги Паранаэнсе — 18 мячей. Свой первый матч за «Коритибу» в Серии А он сыграл 11 мая 2008 года, когда его клуб победил «Палмейрас» со счётом 2:0, но был травмирован в этой игре. Он забил свой первый гол за клуб 9 июля 2008 года, в игре против «Португезы», когда его команда победила со счётом 4:0.
В 2008 году выиграл первенство штата Парана, став лучшим бомбардиром и игроком турнира.
В апреле 2008 года Кейррисон вместе со своим отцом купил футбольный клуб в городе Кампу-Гранди, назвав его «Центр Футбола Кейррисон» (порт. Centro de Futebol Keirrison).
По итогам чемпионата Бразилии 2008 года 19-летний Керрисон стал лучшим бомбардиром с 21 голом, разделив этот титул с Вашингтоном из «Флуминенсе» и Клебером Перейрой из «Сантоса».
В начале 2009 года Керрисон перешёл в стан одного из грандов бразильского футбола — «Палмейраса». Всего в 21 матче за клуб нападающий забил 19 голов.
23 июля 2009 года Кейррисон подписал контракт с каталонским клубом «Барселона» сроком на 5 лет, сумма трансфера составила 14 млн евро. Спустя несколько дней, 28 июля 2009 года он был отдан в годичную аренду в «Бенфику». Однако, не сумев закрепиться в составе португальского клуба, 31 января 2010 года он перешёл в «Фиорентину», также на правах аренды на срок в 2 года. 10 июля 2010 года «Фиорентина» расторгла арендное соглашение.
12 июля Кейриссон был отдан в годичную аренду в «Сантос», в составе которого в 2011 году стал победителем Кубка Либертадорес, однако в финальных матчах игрок не выступал (хотя и оба раза попадал в заявку).
17 августа 2011 года бразильский «Крузейро» взял в аренду Кейррисона. 24 марта 2012 года форвард был арендован «Коритибой».

## Достижения

### Командные
«Коритиба»
- Чемпион Бразилии в Серии B (1): 2007
- Чемпион штата Парана (1): 2008

«Сантос»
- Чемпион штата Сан-Паулу (1): 2011
- Победитель Кубка Либертадорес: 2011

### Личные
- Лучший бомбардир чемпионата Бразилии (1): 2008
- Лучший бомбардир и игрок чемпионата штата Парана 2008
- Приз Артура Фриденрайха как забившему наибольшее число голов во всех турнирах за сезон 2008